# ريتشارد ميراندا
ريتشارد ميراندا (بالإنجليزية: Richard Miranda)‏ هو سياسي أمريكي، ولد في 6 مارس 1956 في فينيكس في الولايات المتحدة. حزبياً، نشط في الحزب الديمقراطي. وقد انتخب عضو مجلس ولاية أريزونا وانتخب عضو مجلس نواب أريزونا.